# Gouré
Pour les articles homonymes, voir Gouré (homonymie).
Gouré est une ville du département de Gouré, dans la région de Zinder, au sud du Niger.

## Géographie

### Administration
Gouré est une commune urbaine du département de Gouré, dans la région de Zinder au Niger.

C'est le chef-lieu de ce département.

### Situation
Gouré est située à environ 160 km à l'est de Zinder et 880 km à l'est de Niamey, la capitale du pays
.
| Gamou     | Kellé |             |
| Guidiguir | Gouré | Goudoumaria |
|           | Bouné |             |

## Population
La population de la commune urbaine était estimée à 68 148 habitants en 2011,.
Les populations sont constituées majoritairement des ethnies : Kanouris et les Haoussa. D'autres ethnies moins nombreuses structurent le tissu démographique de la ville, à savoir les Peuls, les Toubous, les Touaregs et les Arabes.

## Économie

### Transport et communication
La ville se trouve sur la route nationale N1, le grand axe ouest-est Niamey-Dosso-Maradi-Zinder-Diffa-N'Guigmi.
La ville dispose d'un aéroport : l'aéroport de Gouré.